# Moritz Kasimir II. (Bentheim-Tecklenburg)

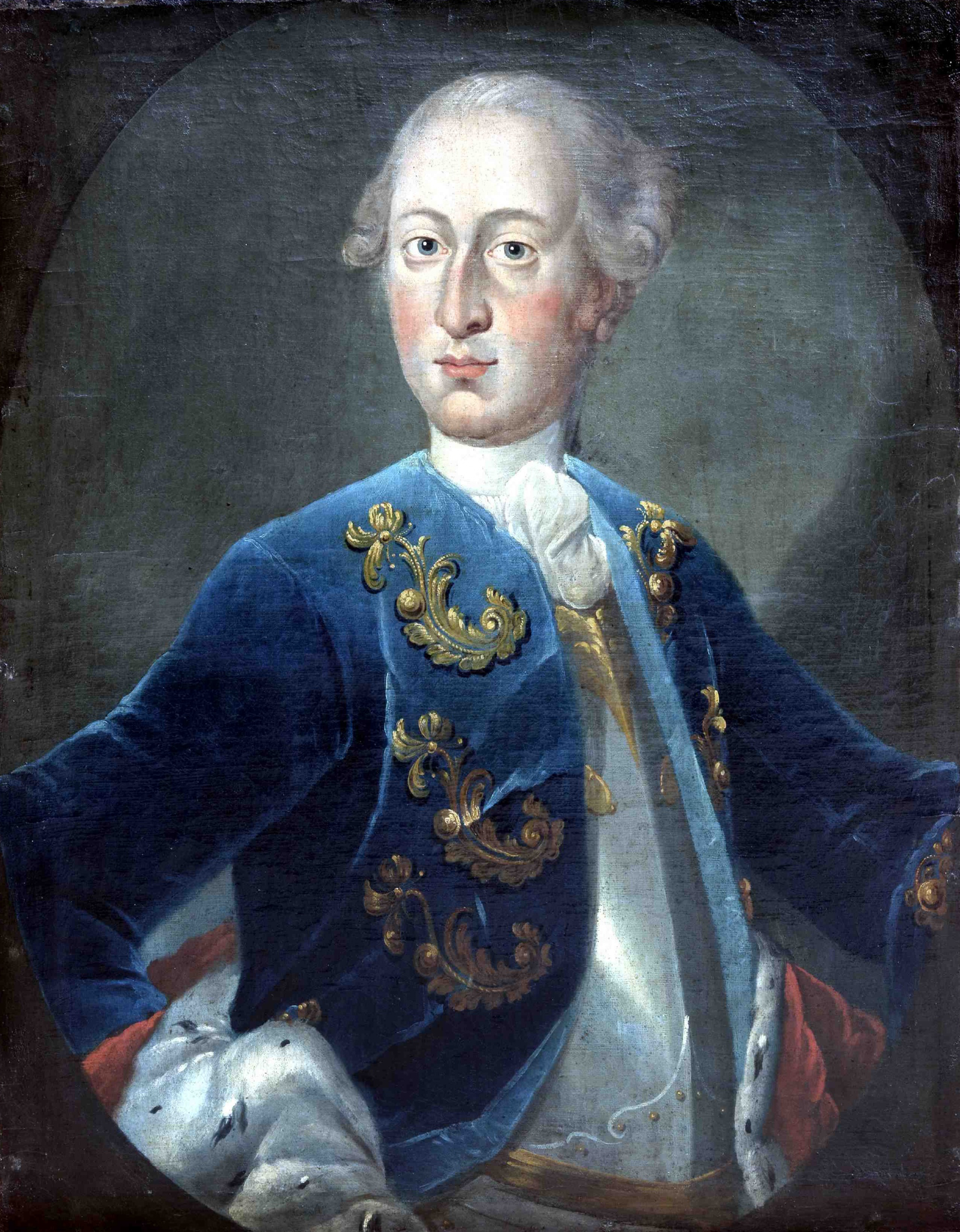
Moritz Casimir II. von Bentheim-Tecklenburg, 1765

Moritz Casimir II. von Bentheim-Tecklenburg (* 12. September 1735 in Hohenlimburg; † 4. November 1805 in Rheda) war Graf von Tecklenburg, Graf von Limburg und Herr zu Rheda.

## Familie
Moritz Casimir II. von Bentheim-Tecklenburg war der Sohn des regierenden Grafen Moritz Casimir I. (1701–1768) und dessen Ehefrau Gräfin Albertina Henrieta von Isenburg-Büdingen-Meerholz (1703–1749), Schwiegertochter des Grafen Georg Albrecht von Isenburg-Büdingen (1664–1724) und Gräfin Amalia Henrieta von Sayn-Wittgenstein-Berleburg (1664–1733). 
Moritz Casimir II. von Bentheim-Tecklenburg heiratete am 2. September 1761 Helene Charlotte Sophie zu Sayn-Wittgenstein-Berleburg (1739–1805). Aus der Ehe gingen fünf Kinder hervor:
- Kind (*/† 17. Oktober 1762)
- Moritz Casimir III. (1764–1806) ⚭ 13. Juni 1789 Philippine Henriette Wilhelmine zu Isenburg-Büdingen (1772–1834)
- Emil Friedrich I. (1765–1837), Erbe des Hauses Bentheim-Tecklenburg
- Friedrich (1767–1835)
- Amalie Isabella Sidonie (1768–1822).

## Leben
Von seinen fünf Geschwistern erlebte nur die zwei Jahre ältere Schwester Ferdinande Henriette (1737–1779) die Volljährigkeit. Wie sein Vater hatte er in Universität Utrecht studiert. Nach dem Tod des Vaters 1768 trat Moritz Casimir II. die Regentschaft über die Grafschaft Limburg sowie über die ostwestfälische Herrschaft Rheda an. Seit 1756 war Schloss Rheda die Hauptresidenz und der Regierungssitz des Grafenhauses. Das vom Vater aufwendig umgebaute Schloss Hohenlimburg diente als Nebenresidenz und Verwaltungssitz für das südwestfälische Territorium. 
Wie sein Vater pflegte Moritz Casimir II. vor allem seine kulturellen Interessen, dazu baut er die Musikbibliothek seines Vaters immer weiter aus.  
An der Residenz in Rheda unterhielt er ein Hoforchester und Hoftheater.
Als Bauherr ergänzt er die bereits unter seinem Vater auf der Vorburg neu errichteten Ökonomiegebäude und  Marstall nicht nur um eine Schlossmühle (1772) und ein Kanzlei- und Wachthaus (1780/81), sondern auch um ein kleines, baulich höchst reizvolles Hoftheater (1790). 
Darüber hinaus kümmerte er sich aber auch mit konkreten Projekten um den wirtschaftlichen Aufschwung seines Landes. 1769 gründete er als eine seiner ersten Regierungsmaßnahmen eine Steingutmanufaktur auf Haus Bosfeld, die jedoch vier Jahre später aus wirtschaftlichen Gründen wieder ihren Betrieb einstellen musste. 
Auch die gräfliche Gesundheitsfürsorge entsprach durchaus den Forderungen der Zeit, die Verordnungen zur Abwendung der Pest, der Tollwut, der Pocken, der Ruhr zeigten Umsicht und medizinische Vorausschau. Und geradezu vorbildlich war die Betreuung der Geisteskranken.
Erbe des Hauses Bentheim-Tecklenburg wurde sein Sohn Emil Friedrich I. (1765–1837).